# Nigel de Jong
Nigel de Jong (wym. [ˈnɑjdʒəl də ˈjɔŋ]; ur. 30 listopada 1984 w Amsterdamie) – holenderski piłkarz surinamskiego pochodzenia występujący na pozycji pomocnika w katarskim klubie Al-Shahania SC.
Jest wychowankiem akademii piłkarskiej Ajaxu Amsterdam, w którym przeszedł przez wszystkie szczeble kariery. W wieku siedemnastu lat zadebiutował w pierwszym zespole Ajaxu. W 2006 De Jong przeszedł do niemieckiego Hamburger SV, a następnie przeniósł się do Manchesteru City. Z którego trafił do Milanu za 4 miliony euro.
W wieku dziewiętnastu lat zadebiutował w seniorskiej reprezentacji swojego kraju. Wystąpił między innymi na Mistrzostwach Europy 2008, Mistrzostwach Świata 2010 na których zdobył srebrny medal oraz na Mistrzostwach Świata 2014, gdzie zdobył brązowy medal.
Jego ojcem jest były reprezentant Holandii Jerry de Jong.

## Kariera
De Jong wychował się w szkółce piłkarskiej Ajaksu Amsterdam. Defensywny pomocnik był w kadrze pierwszego zespołu od 2002 roku, w Eredivisie zadebiutował 19 października 2002 roku w wygranym 6-2 meczu z AZ Alkmaar. W pierwszym sezonie de Jong stał piłkarzem pierwszej jedenastki swojego klubu. Przez pierwsze trzy lata gry de Jong zagrał w Eredivisie 80 razy i zdobył 6 bramek. 26 stycznia 2006 roku, Nigel de Jong podpisał kontrakt z niemieckim klubem Hamburger SV, w którym już grał jego były kolega z Ajaksu, Rafael van der Vaart. W styczniu 2009 de Jong przeszedł do Manchesteru City za 19 milionów funtów. Jest to trzeci najwyższy transfer z Bundesligi do innej ligi. W nowym zespole zadebiutował 28 stycznia w spotkaniu z Newcastle United. 31 sierpnia 2012 roku został piłkarzem AC Milan.
Piłkarzem zainteresował się również ówczesny selekcjoner reprezentacji Holandii Marco van Basten na skutek czego de Jong zadebiutował w kadrze 31 marca 2004 roku w zremisowanym 0-0 meczu z reprezentacji Francji zmieniając w 69 minucie Rafaela van der Vaarta. W maju 2008 roku został powołany do kadry na Mistrzostwa Europy w Piłce Nożnej 2008. Na MŚ 2014 w Brazylii był podstawowym graczem Holandii, z którą sięgnął po brązowy medal.
3 lutego 2016 rozwiązał kontrakt z Milanem i podpisał umowę z amerykańskim Los Angeles Galaxy. W sierpniu 2016 roku został zawodnikiem tureckiego Galatasaray SK.

## Statystyki
| Sezon                    | Klub                     | Kraj                     | Rozgrywki                | Mecze | Bramki |
| ------------------------ | ------------------------ | ------------------------ | ------------------------ | ----- | ------ |
| 2002/03                  | AFC Ajax                 | Holandia                 | Eredivisie               | 17    | 0      |
| 2003/04                  | AFC Ajax                 | Holandia                 | Eredivisie               | 32    | 1      |
| 2004/05                  | AFC Ajax                 | Holandia                 | Eredivisie               | 31    | 5      |
| 2005/06                  | AFC Ajax                 | Holandia                 | Eredivisie               | 17    | 2      |
| Łącznie w Eredivisie     | Łącznie w Eredivisie     | Łącznie w Eredivisie     | Łącznie w Eredivisie     | 97    | 8      |
| 2005/06                  | Hamburger SV             | Niemcy                   | Bundesliga               | 12    | 1      |
| 2006/07                  | Hamburger SV             | Niemcy                   | Bundesliga               | 18    | 0      |
| 2007/08                  | Hamburger SV             | Niemcy                   | Bundesliga               | 29    | 1      |
| 2008/09                  | Hamburger SV             | Niemcy                   | Bundesliga               | 7     | 0      |
| Łącznie w Bundeslidze    | Łącznie w Bundeslidze    | Łącznie w Bundeslidze    | Łącznie w Bundeslidze    | 66    | 2      |
| 2008/09                  | Manchester City          | Anglia                   | Premier League           | 16    | 0      |
| 2009/10                  | Manchester City          | Anglia                   | Premier League           | 34    | 0      |
| 2010/11                  | Manchester City          | Anglia                   | Premier League           | 32    | 1      |
| 2011/12                  | Manchester City          | Anglia                   | Premier League           | 21    | 0      |
| 2012/13                  | Manchester City          | Anglia                   | Premier League           | 1     | 0      |
| Łącznie w Premier League | Łącznie w Premier League | Łącznie w Premier League | Łącznie w Premier League | 104   | 1      |
| 2012/13                  | AC Milan                 | Włochy                   | Serie A                  |       |        |

## Styl gry
De Jong słynie z agresywnej gry i brutalnych fauli. 3 marca 2010 podczas meczu towarzyskiego z reprezentacją USA złamał nogę Stuartowi Holdenowi. Holender otrzymał za to zagranie żółtą kartkę. 11 lipca 2010 w finale Mistrzostw Świata brutalnie zaatakował zawodnika reprezentacji Hiszpanii – Xabiego Alonso, kopiąc go w klatkę piersiową. De Jong nie został ukarany za to zagranie. 3 października 2010 w meczu Premier League przeciw Newcastle United, wślizgiem w nogi Hatema Ben Arfy złamał mu dwie kości. Za to przewinienie de Jong również nie obejrzał kartki, został jednak tymczasowo zawieszony w prawach reprezentanta przez ówczesnego selekcjonera holenderskiej kadry Berta van Marwijka.

## Życie osobiste
De Jong ma żonę Winonah, z którą ma dwoje dzieci: córkę Isaura-Siënna i syna Kyan. Jego ojcem jest były reprezentant Holandii Jerry de Jong.

## Sukcesy

### Reprezentacja
- Mistrzostwa Świata 2010: Srebro
- Mistrzostwa Świata 2014:  Brąz